# Морфинан
«Морфинан» (фенантрен изохинолин)— прототип химической структуры большого класса психоактивных препаратов. В классификации алкалоидов относится к производным изохинолина, группе морфина. Производными морфинана являются:
- опиоидные анальгетики
- средства от кашля
- диссоциативные галлюциногены.

Примерами опиоидных анальгетиков являются такие соединения, как морфин, кодеин, средства от кашля— декстрометорфан (DXM).
Несмотря на их родственную молекулярную структуру, фармакологические профили и механизмы действия различных производных морфинана могут широко варьироваться.
Они обычно действуют как агонисты мю-опиоидных рецепторов (опиоидов) или Антагонисты NMDA-рецепторов (диссоциативных агентов).

## Структура морфинана
Морфинан состоит из конденсированной гетероциклической системы, представляющей собой частично восстановленный фенантрен, некоторые циклы которого одновременно составляют тетра-гидро-изохинолин. Таким образом морфинан имеет структуру, состоящую из четырёх колец:
- фенантреновое ядро с тремя кольцами, одно из которых остаётся ароматическим, в то время как два другие его кольца становятся насыщенными (см.алифатические карбоциклические соединения)
- азотсодержащее шестичленное насыщенное кольцо, присоединённое к атомам углерода 9 и 13 ядра, с азотом в 17 положении. Одновременно это азотосодержащее кольцо— часть гидрированного изохинолина.

## Физические свойства
Точка кипения 115 °C, точка плавления <25 °C.

## Получение
Морфинан получают из природного опиата наряду с другими разнообразными веществами, как результат метаболизма растений (см. раздел «BIA metabolism in opium poppy and other plants»).
Необычная архитектура ядра морфинана оказалось очень сложной проблемой для полного синтеза. С 70-х годов двадцатого века изучаются электросинтетические подходы к синтезу алкалоидов на основе морфинана.
Предпринимаются усилия по достижению жизнеспособного микробного процесса синтеза морфинана.

## Химические свойства
Химия морфинана очень тесно связана с химией морфина.

## Фармакологические свойства
Некоторые структурные особенности морфинанов должны быть воплощены в любых синтетических модификациях: бензольное ядро, третичный азот должен быть в составе шестичленного кольца, большое значение имеет место прикрепления (углерод 9, 13).

## Производные морфинана
Производные морфинана обладают большим разнообразием фармакологических свойств. Большое количество производных морфинана образует ряд Морфинановые алкалоиды. Те из них, что способны связываться с опиоидными рецепторами организма, называют опиоидами. Основные природные опиаты морфинанового ряда — морфин, кодеин и тебаин. Тебаин не обладает терапевтическими свойствами (вызывает судороги у млекопитающих), но является недорогим сырьем для промышленного производства как минимум четырёх полусинтетических агонистов опиатов: включая гидрокодон, гидроморфон, оксикодон и оксиморфон.
Другие производные морфинана являются антагонистами опиоидов: налоксон (антидот героина, производят из тебаина), налорфин, налтрексон.
Синтезировано большое число алкалоидов со структурой, близкой к структуре морфинана:
- 3-гидроксиморфинан[англ.]
- 3-метоксиморфинан[англ.]
- буторфанол
- Циклофан[англ.]
- Декстраллорфан[англ.]
- Декстрометорфан (NMDA-антагонист)
- Декстрорфан
- Димеморфан[англ.]
- Кеторфанол[англ.]
- леваллорфан[англ.]
- левофуретилнорморфанол
- Левометорфан
- Левофенацилморфан[англ.]
- леворфанол
- Норлеворфанол[англ.]
- рацеметорфан
- рацеморфан
- оксилорфан
- Феноморфан
- проксорфан
- Ксорфанол[англ.]